# El Cotillo (ganadería)
El Cotillo es el nombre de una ganadería brava española, perteneciente a la Unión de Criadores de Toros de Lidia, y cuyas reses pastan en la finca homónima de El Cotillo, en el término municipal de Carboneros, y en La Parrilla, en Navas de San Juan, ambas en la provincia de Jaén.
La ganadería adquirió su antigüedad, tras lidiar un encierro completo en la Plaza de toros de Madrid, el 24 de junio de 2012. Una novillada que, inicialmente iba a ser lidiada en un mano a mano, pero que finalmente resultó ser una terna, compuesta por Adrián de Torres, Sergio Flores y Gonzalo Caballero.
Los toros de esta ganadería lucen en la plaza divisa verde y azul y se distinguen con la señal de orejisana en la oreja derecha y despuntada en la izquierda.

## Historia de la ganadería
La ganadería de El Cotillo se formó en el año 2001 por parte de la familia Collado Ruiz, sobre la base genética que estos disponían del hierro de Hermanos Collado Ruiz. El picador Agustín Collado inició la aventura ganadera basándose en las reses de origen Jandilla que tanto su padre como su tío habían adquirido a Javier Camuñas en 1996.
Tras años lidiando en plazas de tercera y segunda categoría, la ganadería tuvo la oportunidad de presentarse en una plaza de primera como la de Las Ventas el 24 de junio de 2012. Con una novillada picada, el hierro jiennense adquiría antigüedad, presentando un encierro completo de seis novillos que fueron completados con sobreros de Ana Isabel Vicente y La Campana. La corrida, que inicialmente iba a ser estoqueada en un mano a mano entre Gómez del Pilar y Gonzalo Caballero, finalmente se lidió bajo una terna al causar baja el primero de los espadas. Los diestros encargados de enfrentarse a los novillos reseñados por la familia Collado Ruiz fueron Adrián de Torres, Sergio Flores y el inicialmente anunciado Gonzalo Caballero.
Gabriel se llamó el primer novillo que saltó al ruedo venteño con el hierro de El Cotillo. A juicio del crítico taurino Ignacio Álvarez Barquerito, la corrida "fue noble la corrida entera, pero se rebrincó bastante [pero] cumplió con su papel y salvó la papeleta"; destacando por su juego el tercero y sexto de la tarde, con características favorables en fuerzas, entrega y nobleza.

### Características

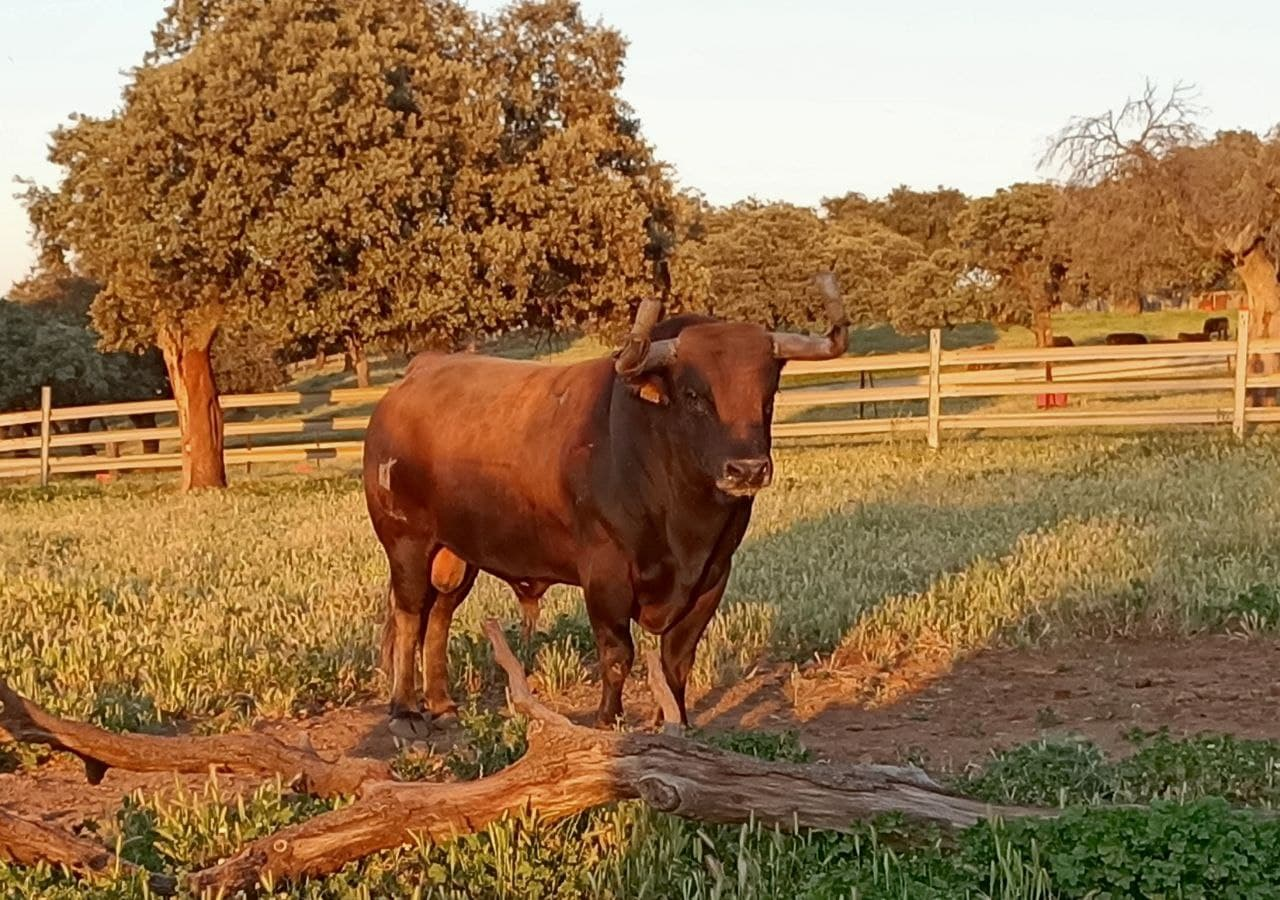
Toro colorado de la ganadería de El Cotillo

La ganadería está formada con toros y vacas de Encaste Juan Pedro Domecq, vía Jandilla, procedentes de la ganadería homónima en la línea de Juan Pedro Domecq y Díez. Atienden en sus características zootécnicas a las que recoge como propias de este encaste el Ministerio del Interior:
- Toros elipométricos y eumétricos, más bien brevilíneos con perfiles rectos o subconvexos, con una línea dorso-lumbar recta o ligeramente ensillada; y la grupa, con frecuencia, angulosa y poco desarrollada y las extremidades cortas, sobre todo las manos, de radios óseos finos.
- Bajos de agujas, finos de piel y de proporciones armónicas, bien encornados, con desarrollo medio, y astifinos, pudiendo presentar encornaduras en gancho. El cuello es largo y descolgado, el morrillo bien desarrollado y la papada tiene un grado de desarrollo discreto.[9][10]
- Sus pintas son negras, coloradas, castañas, tostadas y, ocasionalmente, jaboneras y ensabanadas, estas últimas por influencia de la casta Vazqueña. Entre los accidentales destaca la presencia del listón, chorreado, jirón, salpicado, burraco, gargantillo, ojo de perdiz, bociblanco y albardado, entre otros.

### Toros célebres
| Nombre  | Número | Capa              | Peso (kg) | Fecha de lidia | Plaza de toros                            | Torero           | Observaciones                                                                     | Ref.   |
| ------- | ------ | ----------------- | --------- | -------------- | ----------------------------------------- | ---------------- | --------------------------------------------------------------------------------- | ------ |
| Gabriel | 22     | Castaño           | 465       | 24-06-2012     | Plaza de Las Ventas                       | Adrián Torres    | Novillo con el que la ganadería tomó su antigüedad en la Plaza de toros de Madrid | [ 11 ] |
| Leñador | 68     | Castaño chorreado | -         | 10-10-2009     | Plaza de toros de Santiesteban del Puerto | Víctor Hernández | Indultado                                                                         | [ 12 ] |

## Hermanos Collado Ruiz

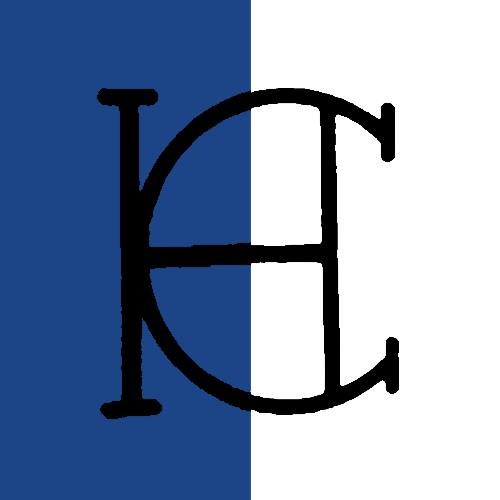
Hierro y divisa de la ganadería de Collado Ruiz

Los hermanos Collado Ruiz iniciaron su experiencia como ganaderos de lidia en el año 1986. Para ello decidieron hacerse con una punta de vacas y de sementales de la ganadería extremeña de Herederos de Bernardino Píriz. Se trataban de reses cuyo origen descansaba en la simiente de Tamarón, Conde de la Corte y Gamero Cívico que mantendrán por separado hasta la actualidad, puesto que desde sus inicios la casa contó con vacas y sementales de una segunda línea, procedente de la ganadería de Javier Camuñas, de origen mayoritariamente Jandilla, de encaste Juan Pedro Domecq, que se completó con una segunda compra al hierro de Teófilo Segura, quien había adquirido hierro y ganado restante de Camuñas antes de su desaparición.

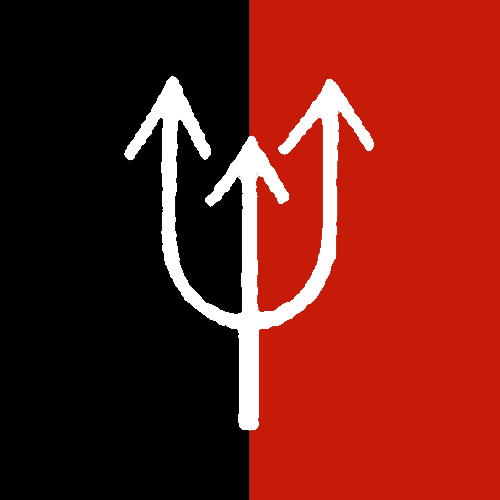
Hierro y divisa de la ganadería de Valdeinfierno

## Valdeinfierno
La casa ganadera de los Collazo Ruiz dispone, además de los anteriores, un tercer hierro y cuyas reses pastan en las fincas de Casa Gallego (Santiesteban del Puerto), La Parrilla (Navas de San Juan) y El Cotillo (Carboneros), situadas todas dentro de la provincia de Jaén. La ganadería de Valdeinfierno, que dispone de un hierro en forma de tridente, fue dada de alta como explotación de bovino de raza de lidia en febrero de 2016, dentro de la Asociación de Ganaderos de Lidia, y caracteriza a sus toros con divisa en color negro y encarnada y señal despuntada en la oreja izquierda.
La ganadería tomó como nombre del arroyo en torno al que se sitúa la finca de El Cotillo, próximo al Embalse de La Fernandina. En este lugar, además, durante el siglo XIX, tuvo una importante actividad extractora, la Mina de Valdeinfierno, cuyas dependencias sobreviven dentro de la propia explotación pecuaria.